# Yuju
Choi Yu-na (en hangul, 최유나; en hanja, 崔裕娜; romanización revisada, Choi Yu-na; McCune-Reischauer, Ch'oe Yuna; Goyang, Gyeonggi, 4 de octubre de 1997), más conocida por su nombre artístico Yuju (유주), es una cantautora surcoreana. Es miembro del grupo femenino GFriend, como una de las vocalistas principales.

## Biografía y carrera

### 2011-2017: Predebut e inicios en su carrera musical
En 2011, compitió en la primera temporada de K-pop Star 1, donde fue eliminada en la primera ronda.
En enero de 2015, hizo su debut como vocalista principal del grupo femenino GFriend con la canción «Glass Bead», con la que acaparó mucha atención en las diferentes listas de éxitos en Corea. Varios meses después, el grupo lanzó su segundo sencillo, «Me Gustas Tu», con el que se hicieron más populares. Durante la promoción del sencillo, en una actuación al aire libre varios miembros sufrieron varias caídas debido a la lluvia que mojó el escenario. La más afectada fue Yuju, ya que cayó hasta siete veces. Varios medios de comunicación de todo el mundo hicieron eco de lo sucedido, lo cual les permitió ganar atención internacionalmente. Yuju interpretó la cancipon «Spring is Gone by Chance» como banda sonora del drama The Girl Who Sees Smells junto al rapero Loco, con la cual obtuvo un gran reconocimiento. El tema se ubicó en el primer puesto de «OST Chart First Place» durante diez semanas en el programa de televisión Music Bank, posteriormente salió a la venta una versión acústica. También obtuvo el premio como «Mejor banda sonora» de los Melon Music Awards en 2015.
Yuju grabó «Billy & The Brave Guys», la banda sonora de la película animada Chicken Hero, la cual se lanzó el 18 de febrero de 1999. En marzo del mismo año, colaboró con Sunyoul de Up10tion en una canción llamada «Cherish». Al año siguiente, en octubre, colaboró con Jihoo de IZ en una canción titulada «Heart Signal».[cita requerida] También apareció en la segunda temporada de Fantastic Duo y fue declarada como ganadora final del episodio, junto con Wheesung interpretando la canción «The Heartbreaking Story».[cita requerida] Es la primera y única ídolo femenina de K-pop en ganar en dicho programa, compitiendo entre 5 concursantes que eligieron a más de 8 nominadas potenciales en la aplicación Everysing. El dúo ganó 10 mil dólares como premio.[cita requerida]

### 2018-presente: Salida de Source Music y debut como solista
En junio del 2018, lanzó un sencillo digital titulado «Love Rain» con Suran.
El 4 de mayo de 2021, se convirtió en la presentadora y protagonista de Yuju is Halli Queen, como la campeona defensora de Halli Galli; su nombre de juego es Hallelujah.[cita requerida] Al día siguiente, se desempeñó como MC del concurso Korean Children's Song Contest de KBS. En mayo del mismo año, después de terminar su contrato con Source Music, continuó realizando bandas sonoras y una colaboración con el rapero SanE, sin tener una agencia. El 1 de septiembre, Yuju firmó un contrato exclusivo con Konnect Entertainment agencia creada por el también cantante Kang Daniel. El 19 de noviembre, se anunció que participaría en el proyecto Cyworld BGM 2021 con un cover de «To Your Side» de Jo Sung-mo que fue la canción principal de la banda sonora del drama de SBS Lovers in Paris, que registró un éxito histórico en 2004, el cover se lanzó el 24 del mismo mes.
El 1 de enero de 2022, anunció que tenía una nueva cuenta oficial de Instagram para sus promociones, además de un saludo de año nuevo, luego dos días después, reveló un póster promocional para su álbum REC. el cual se lanzó el día 18 de enero, marcando su primer lanzamiento en solitario y el primero desde que se unió a Konnect Entertainment. Su debut llamó la atención de medios nacionales e internacionales y el disco obtuvo buenas críticas.
El 13 de febrero de 2023, anunció que regresará con su segundo miniálbum O el 7 de marzo del mismo año.

## Discografía
EPs
- 2022: REC.
- 2023: O

## Televisión

### Programas de variedades
| Año        | Programa                           | Televisión | Episodio           | Fecha            | Notas                                    |
| ---------- | ---------------------------------- | ---------- | ------------------ | ---------------- | ---------------------------------------- |
| 2011       | K-pop Star                         | SBS        | 1.ª Temporada      |                  | Alcanzó la primera ronda.                |
| 2015       | Golden Fishery Radio Star          | MBC        |                    |                  | Talk show guest.                         |
| 2015       | King of Mask Singer                | MBC        | Episodios 15/16    |                  | Compitió como "Christmas in July"        |
| 2015       | Running Man                        | SBS        | Episodio 272       |                  | apareció con G-Friend                    |
| 2015, 2016 | Hello Counselor                    | KBS2       | Episodios 254 /263 |                  | Invitada                                 |
| 2016       | INSTA Wars                         | -          | Episodio 1         | 09/02/2016       |                                          |
| 2016       | Gold Medal Duty                    | KBS2       | Episodio 1         | 10/02/2016       |                                          |
| 2017       | Battle Trip                        | KBS2       | Episodio 62        |                  | Junto a SinB y Umji                      |
| 2018       | Unexpected Q                       | MBC        | Episodio 14        | 15/07/2018       |                                          |
| 2020       | Video star                         | MBC        | Episodio 196       |                  |                                          |
| 2021       | Halli Queen                        | YouTube    | 1.ª Temporada      |                  | Programa de NEW-NORMAL Project           |
| 2022       | Jessi's Showterview                | YouTube    | Episodio 83        | 20/01/2022       | Invitada                                 |
| 2022       | Midnight Horror Story              | MBC        |                    | 25/01/2022       |                                          |
| 2022       | Kkokkomo                           | SBS        | Episodio 15        | 30/01/2022       | Invitada                                 |
| 2022       | Rebirth Track 2                    | YouTube    | Episodios 5 y 6    | 03/04/2022       | Presentado por Yerin y Tiger JK          |
| 2022       | South Korean Foreigners            | MBC        | Episodio 183       | 13/04/2022       | Invitada                                 |
| 2022       | Fantastic Family: DNA Singer       | SBS        |                    | 12/05/2022       |                                          |
| 2022       | Chancellor's Midnight Show         | YouTube    | Episodio 1         | 17/06/2022       |                                          |
| 2022       | Oh! My Venus S3                    | Weibo      |                    | 29/07/2022       | Para Play J Guerrilla Interview (Taiwán) |
| 2022       | Sing in the Green                  | Idol live  | Episodios 2 y 3    | 03-10/08/2022    |                                          |
| 2022       | A Call From Nation                 | TV Chosun  |                    | 04/08/2022       |                                          |
| 2022       | My playlist                        | Seenz      | Episodio 9         | 09/08/2022       |                                          |
| 2022       | K-909                              | JTBC       | Episodio 2         | 01/10/2022       |                                          |
| 2022       | Begin Again                        | JTBC       |                    | 14/11/2022       | Junto a Tei y Na Yoon Kwon               |
| 2023       | Short box                          | YouTube    |                    | 03/02/2023       |                                          |
| 2023       | No Back Tak Jae Hoon               | YouTube    | Episodio 40 (S2)   | 23/02/2023       |                                          |
| 2023       | Love Naggers                       | KBS        | Episodio 166 (S3)  | 07/03/2023       | Como MC                                  |
| 2023       | Comedy Big League                  | TVN        | Episodio 492       | 12/03/2023       |                                          |
| 2023       | Kkokkomo                           | SBS        | Episodio 74        | 13/04/2023       |                                          |
| 2023       | Welcome to Dollar Gut Dream Shop!  | YouTube    |                    | 09/05/2023       | Millie studio                            |
| 2023       | Picnic Live                        | MBC        | Episodio 122       | 19/05/2023       |                                          |
| 2023       | 랄랄 그러세요 그럼                 | YouTube    |                    | 30/09/2023       | 랄랄ralral channel                       |
| 2023       | Korea Idol travel                  | Weibo      |                    | 22/11/2023       | Campaña                                  |
| 2023       | Idol Caregiver, Bomi               | YouTube    | Episodio 22        | 02/12/2023       |                                          |
| 2024       | Transit Love (S3)                  | TVING      | Episodio 9         | 09/02/2024       | Penalista                                |
| 2024       | Secret duet                        | YouTube    | Episodio 3         | 29/08/2024       | Hello82                                  |
| 2024       | SCOOL: Idol dream space            | SBS M      | Todos              | 28/09-04/12/2024 | Mentor principal                         |
| 2024       | Rap:Public                         | TVing      | Episodio 11        | 04/12/2024       |                                          |
| 2025       | The Seasons: Lee Youngji’s Rainbow | KBS2       |                    | 10/01/2025       |                                          |
| 2025       | Idol human theater                 | YouTube    |                    | 20/01/2025       |                                          |
| 2025       | Workation Special                  | KBS2       |                    | 23,30/05/2025    |                                          |
| 2025       | King of Mask Singer                | MBC        |                    | 25/05-01/06/2025 | Invitada                                 |
| 2025       | B:MY BOYZ                          | SBS        | Todos              | 13/06/2025       | Mentor principal                         |
| 2025       | HUl ZART                           | YouTube    | Episodio 3         | 06/08/2025       | Studio Dreaming                          |
| 2025       | King of Masked Singer              | MBC        |                    | 17/08/2025       | Invitada                                 |
| 2025       | Moonbyul Star's Gate               | YouTube    | Episodio 5         | 22/08/2025       | 문별이다 moonbyul2da channel             |

### Radio
| Año  | Programa de radio                 | Cadena | Fecha         | Notas            |
| ---- | --------------------------------- | ------ | ------------- | ---------------- |
| 2022 | Dream Radio                       | MBC    | 20/01/2022    |                  |
| 2022 | Power FM Cultwo Show              | SBS    | 23/01/2022    |                  |
| 2022 | Wendy's Youngstreet               | SBS    | 25/01/2022    |                  |
| 2022 | Cultwo Show                       | SBS    | 05/04/2022    |                  |
| 2022 | Idol Radio                        | MBC    | 22/04/2022    |                  |
| 2022 | Serizabeth (Now)                  | Naver  | 07/05/2022    |                  |
| 2022 | GOT7 Youngjae's Bestfriend        | MBC    | 28/05/2022    |                  |
| 2022 | Choi Hwajung's Power Time         | SBS    | 02/08/2022    |                  |
| 2022 | GOT7 Youngjae's Bestfriend        | MBC    | 05/08/2022    |                  |
| 2022 | Park Sohyun´s Love Game           | SBS    | 16/08/2022    |                  |
| 2022 | Yuju's Night View                 | KBS    | 08-12/2022    | Todos los martes |
| 2023 | Sumin's Stayz                     | KBS    | 07/03/2023    |                  |
| 2023 | Heize's Volume Up                 | KBS    | 10/03/2023    |                  |
| 2023 | Lee Gikwang's Music Plaza         | KBS    | 23/03/2023    |                  |
| 2023 | Kim Shinyoung's Hope Song at Noon | MBC    | 21/09/2023    |                  |
| 2023 | Park Sohyun’s Love Game           | SBS    | 07/10/2023    |                  |
| 2023 | Power FM Cultwo Show              | SBS    | 08/10/2023    |                  |
| 2023 | Park Sohyun's Love Game           | SBS    | 25/10/2023    | Love Episode     |
| 2023 | BIG Naughty's Early Morning Radio | KBS    | 26/10/2023    |                  |
| 2024 | Park Sohyun's Love Game           | SBS    | 24/08/2024    | Love Episode     |
| 2024 | Yuju's Volume Up                  | KBS    | 04-11/11/2024 |                  |
| 2025 | Park Sohyun’s Love Game           | SBS    | 17/08/2025    |                  |
| 2025 | Bae Sung Jae's Ten                | SBS    | 19/08/2025    |                  |

## Premios y nominaciones
| Año  | Premio                      | Nominado                    | Resultado | Ref.   |
| ---- | --------------------------- | --------------------------- | --------- | ------ |
| 2015 | Melon Music Awards          | Mejor banda sonora original | Ganador   | [ 25 ] |
| 2022 | K-Global Heart Dream Awards | Premio Vocal                | Ganador   | [ 26 ] |
| 2023 | Hanteo Music Awards         | Top Trending Artist         | Ganador   | [ 27 ] |